# Montesquieu (Hérault)
Pour les articles homonymes, voir Montesquieu (homonymie).
Montesquieu [mɔ̃.tes.kjœ] (en occitan Montesquiu [mun.tes.'kiw]) est une commune française située dans le centre du département de l'Hérault en région Occitanie.
Exposée à un climat méditerranéen, elle est drainée par la Peyne, la Thongue, le ruisseau de Lène et par divers autres petits cours d'eau. La commune possède un patrimoine naturel remarquable composé d'une zone naturelle d'intérêt écologique, faunistique et floristique. 
Ses habitants sont appelés les Montesquivains.
Montesquieu est une commune rurale qui compte 76 habitants en 2022, après avoir connu un pic de population de 235 habitants en 1806.  Ses habitants sont appelés les Montesquivains ou  Montesquivaines.

## Géographie

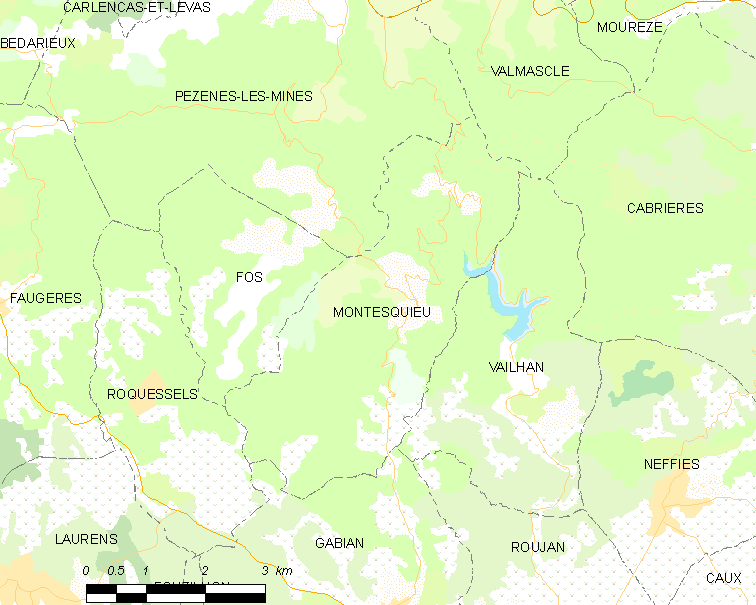
Carte

- La commune de Montesquieu est située au centre du département de l'Hérault, dans le Biterrois, à 25 kilomètres au nord de Béziers.
- Le territoire de la commune est en grande partie recouvert de garrigue et de forêts (chêne vert, châtaignier, chêne kermès…), avec des prairies où l'on pratique l'élevage. Sur les versants exposés au sud, on cultive la vigne.
- Le village de Montesquieu est en ruines. La commune comprend plusieurs hameaux : Le Mas Rolland où se trouvent la mairie et l'ancienne école; Paders, près de la vallée de la Peyne, affluent de l'Hérault; Fournols, dans le nord du territoire communal; Valuzières, hameau situé sur le versant méridional.
- La commune est arrosée par la Peyne, qui se jette dans l'Hérault à Pézenas, par la Thongue, autre affluent de l'Hérault et par la rivière de la Lène, qui rejoint la Thongue à Gabian. La retenue d'eau du barrage des Olivettes, élevé sur la commune voisine de Vailhan, couvre une partie de la commune.
- La commune est desservie par de petites routes sinueuses et étroites : la D146 vers Gabian, puis Roujan par la D13, et la D125 vers Vailhan.
- Du fait de sa faible population, les activités économiques sont peu importantes dans la commune. La viticulture et l'élevage caprin (avec une fabrication de fromages de chèvre, comme des pélardons, au Mas Rolland) sont les seules activités notables, l'essentiel de la main-d’œuvre travaillant à l'extérieur de la commune. Le tourisme vert reste encore sous exploité alors que les paysages, magnifiques et sauvages, sont un potentiel intéressant.

### Communes limitrophes
| Pézènes-les-Mines | Valmascle   |         |
| Fos               | Montesquieu | Vailhan |
| Roquessels        | Gabian      |         |

### Climat
Pour des articles plus généraux, voir Climat de l'Occitanie et Climat de l'Hérault.
En 2010, le climat de la commune est de type climat méditerranéen franc, selon une étude s'appuyant sur une série de données couvrant la période 1971-2000. En 2020, Météo-France publie une typologie des climats de la France métropolitaine dans laquelle la commune est exposée à un climat méditerranéen et est dans la région climatique  Provence, Languedoc-Roussillon, caractérisée par une pluviométrie faible en été, un très bon ensoleillement (2 600 h/an), un été chaud (21,5 °C), un air très sec en été, sec en toutes saisons, des vents forts (fréquence de 40 à 50 % de vents > 5 m/s) et peu de brouillards.
Pour la période 1971-2000, la température annuelle moyenne est de 13,4 °C, avec une amplitude thermique annuelle de 15,9 °C. Le cumul annuel moyen de précipitations est de 918 mm, avec 7,2 jours de précipitations en janvier et 2,7 jours en juillet. Pour la période 1991-2020, la température moyenne annuelle observée sur la station météorologique la plus proche, située sur la commune de Roujan à 7 km à vol d'oiseau, est de 14,7 °C et le cumul annuel moyen de précipitations est de 577,8 mm,. Pour l'avenir, les paramètres climatiques de la commune estimés pour 2050 selon différents scénarios d'émission de gaz à effet de serre sont consultables sur un site dédié publié par Météo-France en novembre 2022.

### Milieux naturels et biodiversité

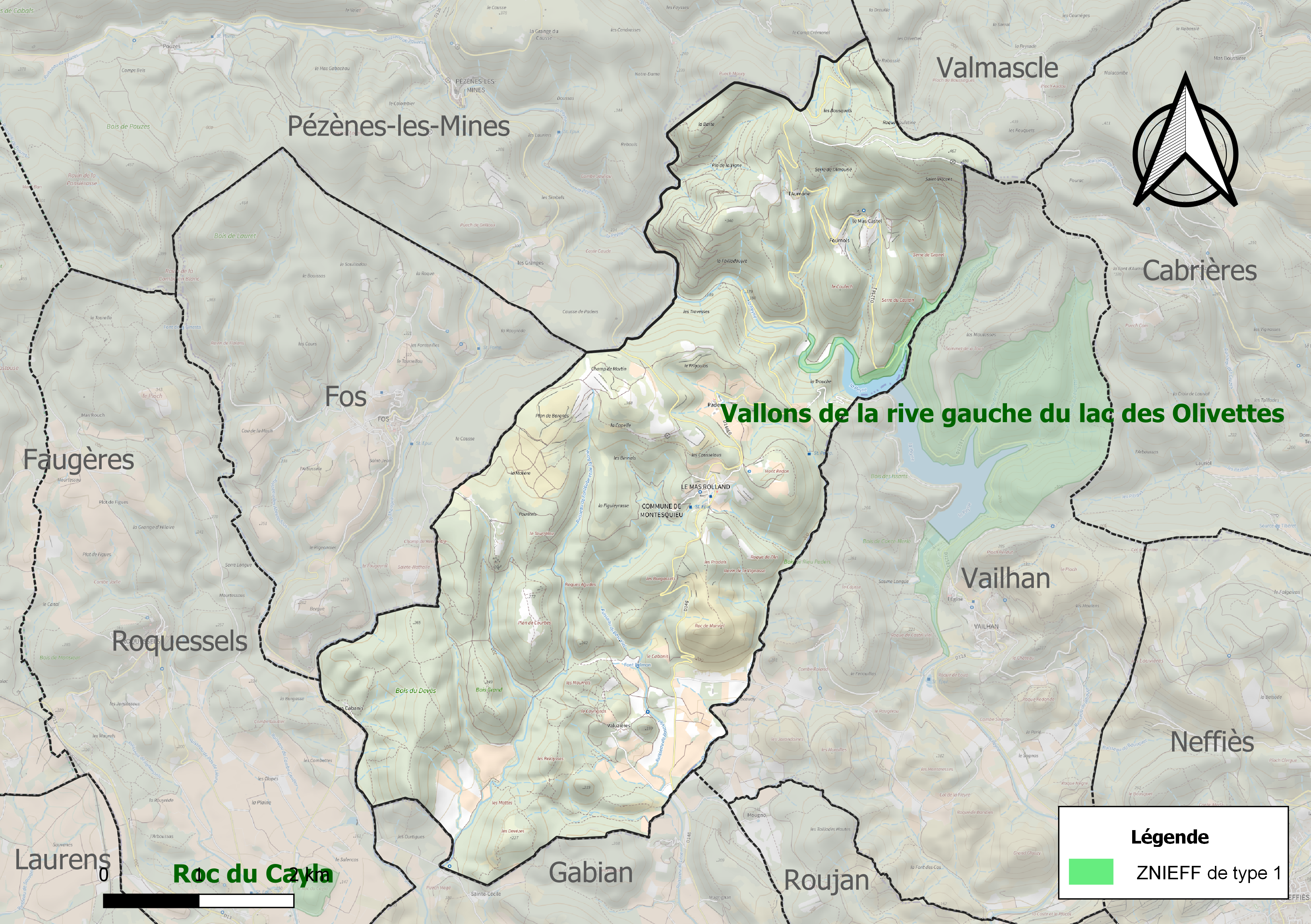
Carte de la ZNIEFF de type 1 localisée sur la commune.

L’inventaire des zones naturelles d'intérêt écologique, faunistique et floristique (ZNIEFF) a pour objectif de réaliser une couverture des zones les plus intéressantes sur le plan écologique, essentiellement dans la perspective d’améliorer la connaissance du patrimoine naturel national et de fournir aux différents décideurs un outil d’aide à la prise en compte de l’environnement dans l’aménagement du territoire.
Une ZNIEFF de type 1 est recensée sur la commune :
les « vallons de la rive gauche du lac des Olivettes » (197 ha), couvrant 3 communes du département.

## Urbanisme

### Typologie
Au 1er janvier 2024, Montesquieu est catégorisée commune rurale à habitat très dispersé, selon la nouvelle grille communale de densité à sept niveaux définie par l'Insee en 2022.
Elle est située hors unité urbaine et hors attraction des villes,.

### Occupation des sols
L'occupation des sols de la commune, telle qu'elle ressort de la base de données européenne d’occupation biophysique des sols Corine Land Cover (CLC), est marquée par l'importance des forêts et milieux semi-naturels (85 % en 2018), en diminution par rapport à 1990 (94,9 %). La répartition détaillée en 2018 est la suivante : 
forêts (74,8 %), zones agricoles hétérogènes (7,8 %), milieux à végétation arbustive et/ou herbacée (7,6 %), cultures permanentes (6,6 %), espaces ouverts, sans ou avec peu de végétation (2,6 %), eaux continentales (0,6 %). L'évolution de l’occupation des sols de la commune et de ses infrastructures peut être observée sur les différentes représentations cartographiques du territoire : la carte de Cassini (XVIIIe siècle), la carte d'état-major (1820-1866) et les cartes ou photos aériennes de l'IGN pour la période actuelle (1950 à aujourd'hui).

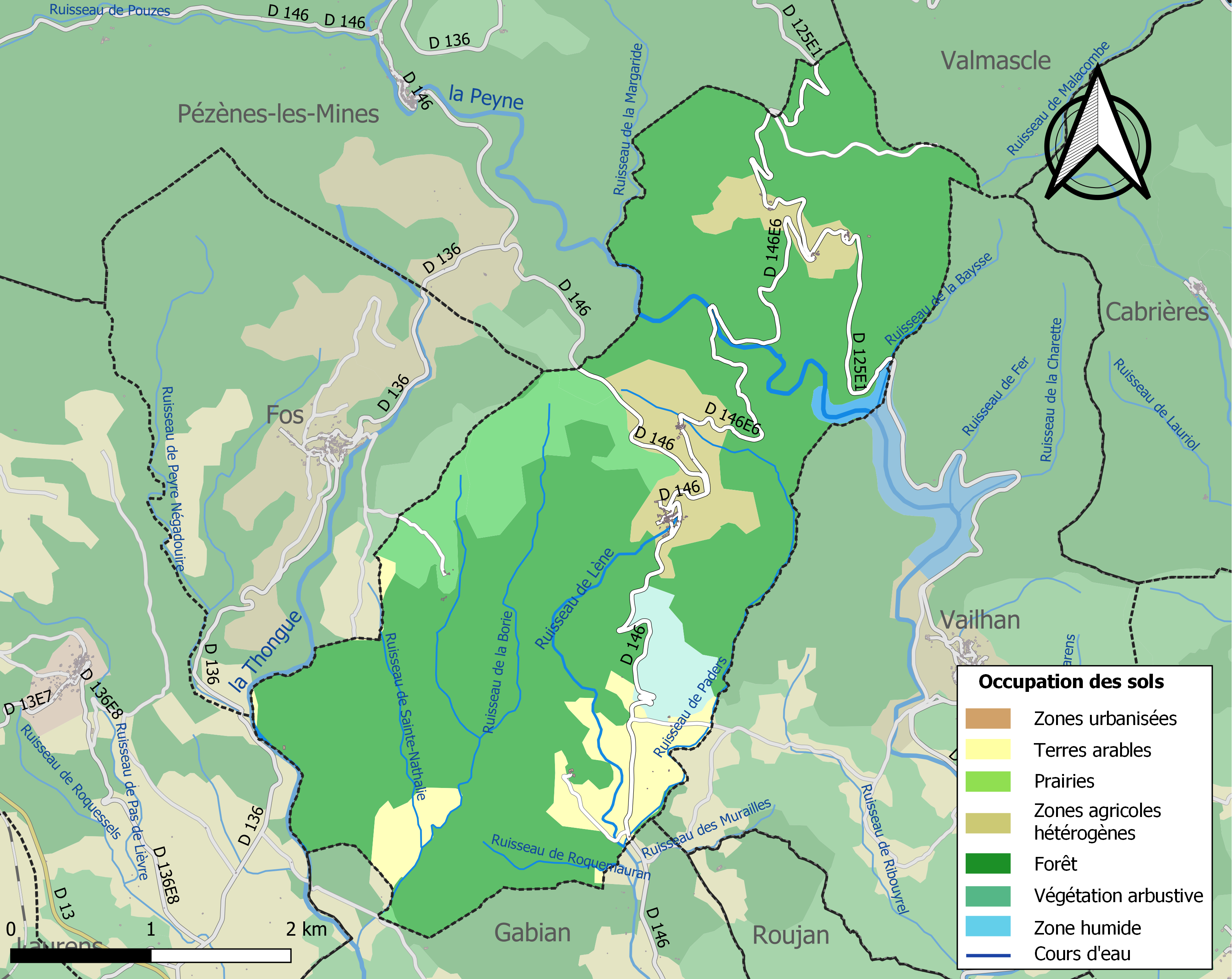
Carte des infrastructures et de l'occupation des sols de la commune en 2018 (CLC).

### Risques majeurs
Le territoire de la commune de Montesquieu est vulnérable à différents aléas naturels : météorologiques (tempête, orage, neige, grand froid, canicule ou sécheresse), feux de forêts et séisme (sismicité faible). Il est également exposé à un risque particulier : le risque de radon. Un site publié par le BRGM permet d'évaluer simplement et rapidement les risques d'un bien localisé soit par son adresse soit par le numéro de sa parcelle.

#### Risques naturels
Montesquieu est exposée au risque de feu de forêt. Un plan départemental de protection des forêts contre les incendies (PDPFCI) a été approuvé en juin 2013 et court jusqu'en 2022, où il doit être renouvelé. Les mesures individuelles de prévention contre les incendies sont précisées par deux arrêtés préfectoraux et s’appliquent dans les zones exposées aux incendies de forêt et à moins de 200 mètres de celles-ci. L’arrêté du 25 avril 2002 réglemente l'emploi du feu en interdisant notamment d’apporter du feu, de fumer et de jeter des mégots de cigarette dans les espaces sensibles et sur les voies qui les traversent sous peine de sanctions. L'arrêté du 11 mars 2013 rend le débroussaillement obligatoire, incombant au propriétaire ou ayant droit,.

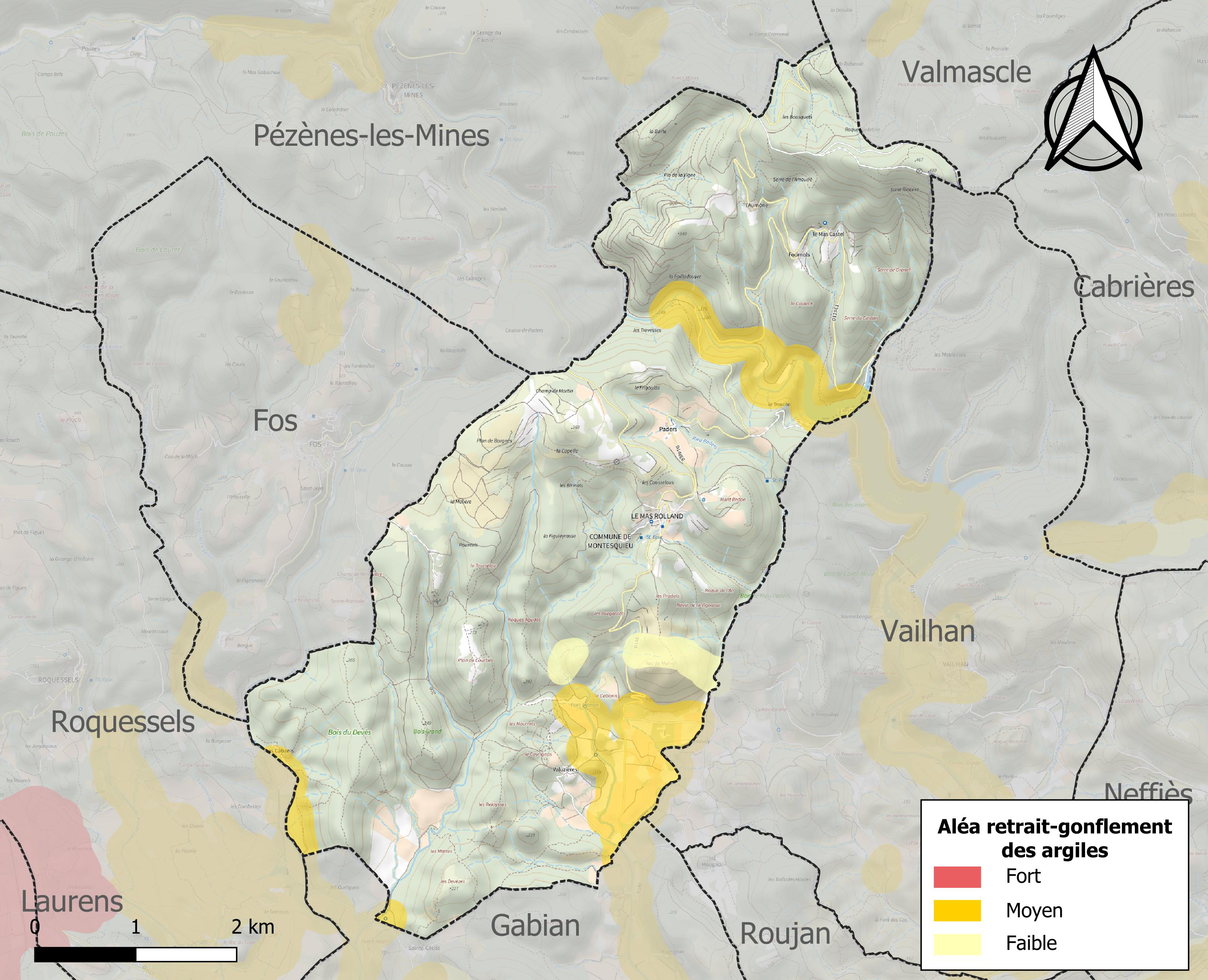
Carte des zones d'aléa retrait-gonflement des sols argileux de Montesquieu.

Le retrait-gonflement des sols argileux est susceptible d'engendrer des dommages importants aux bâtiments en cas d’alternance de périodes de sécheresse et de pluie. 9,9 % de la superficie communale est en aléa moyen ou fort (59,3 % au niveau départemental et 48,5 % au niveau national). Sur les 68 bâtiments dénombrés sur la commune en 2019, 7 sont en aléa moyen ou fort, soit 10 %, à comparer aux 85 % au niveau départemental et 54 % au niveau national. Une cartographie de l'exposition du territoire national au retrait gonflement des sols argileux est disponible sur le site du BRGM,.
Par ailleurs, afin de mieux appréhender le risque d’affaissement de terrain, l'inventaire national des cavités souterraines permet de localiser celles situées sur la commune.
La commune a été reconnue en état de catastrophe naturelle au titre des dommages causés par les inondations et coulées de boue survenues en 1982, 1986, 2014 et 2019. 

#### Risque particulier
Dans plusieurs parties du territoire national, le radon, accumulé dans certains logements ou autres locaux, peut constituer une source significative d’exposition de la population aux rayonnements ionisants. Certaines communes du département sont concernées par le risque radon à un niveau plus ou moins élevé. Selon la classification de 2018, la commune de Montesquieu est classée en zone 2, à savoir zone à potentiel radon faible mais sur lesquelles des facteurs géologiques particuliers peuvent faciliter le transfert du radon vers les bâtiments.

## Toponymie
La commune a été connue sous les variantes : apud Montem Eschivum (1159), Peire de Montesquiu (1184), de Bernardo de Monte esquino (1201), le seigneur de Montesquieu de Pezenas (1529)...
Mont + occitan esquiu = abrupt, difficile.

## Histoire

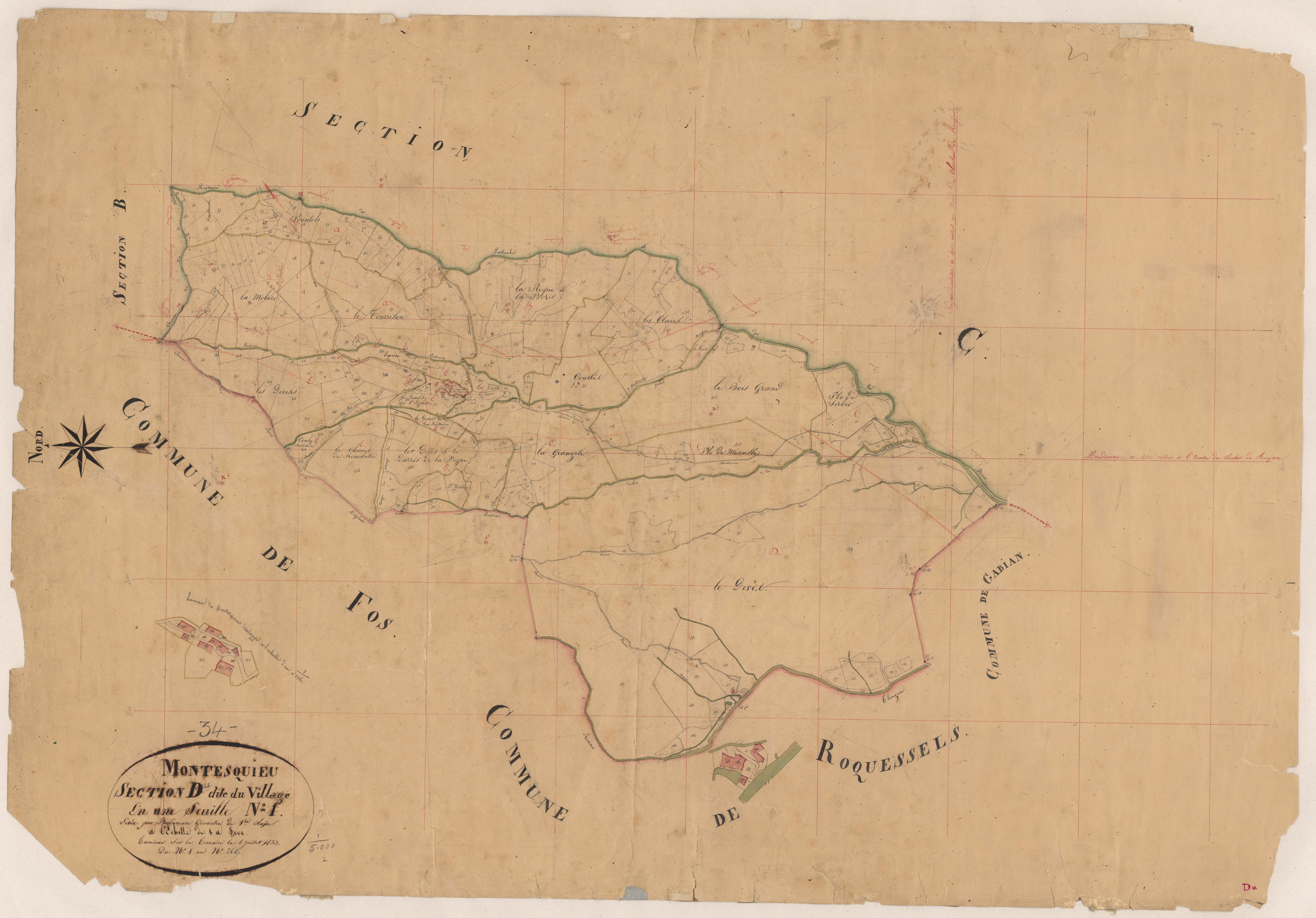
Plan cadastral napoléonien de la section D du Village datant de 1833

## Politique et administration
| Période   | Période   | Identité           | Étiquette | Qualité  |
| --------- | --------- | ------------------ | --------- | -------- |
| 1947      | 1981      | François Taillefer |           |          |
| 1981      | mars 2001 | Albert Carme       |           |          |
| mars 2001 | mars 2014 | Elie Kubica        |           |          |
| mars 2014 | En cours  | Francis Castan     | SE        | Retraité |

## Démographie
L'évolution du nombre d'habitants est connue à travers les recensements de la population effectués dans la commune depuis 1793. Pour les communes de moins de 10 000 habitants, une enquête de recensement portant sur toute la population est réalisée tous les cinq ans, les populations de référence des années intermédiaires étant quant à elles estimées par interpolation ou extrapolation. Pour la commune, le premier recensement exhaustif entrant dans le cadre du nouveau dispositif a été réalisé en 2006.

En 2022, la commune comptait 76 habitants, en évolution de +10,14 % par rapport à 2016 (Hérault : +7,49 %, France hors Mayotte : +2,11 %).
| 1793 | 1800 | 1806 | 1821 | 1831 | 1836 | 1841 | 1846 | 1851 |
| ---- | ---- | ---- | ---- | ---- | ---- | ---- | ---- | ---- |
| 195  | 217  | 235  | 198  | 188  | 178  | 180  | 177  | 176  |

| 1856 | 1861 | 1866 | 1872 | 1876 | 1881 | 1886 | 1891 | 1896 |
| ---- | ---- | ---- | ---- | ---- | ---- | ---- | ---- | ---- |
| 184  | 189  | 169  | 163  | 149  | 132  | 136  | 133  | 123  |

| 1901 | 1906 | 1911 | 1921 | 1926 | 1931 | 1936 | 1946 | 1954 |
| ---- | ---- | ---- | ---- | ---- | ---- | ---- | ---- | ---- |
| 125  | 120  | 97   | 127  | 105  | 112  | 123  | 72   | 53   |

| 1962 | 1968 | 1975 | 1982 | 1990 | 1999 | 2006 | 2011 | 2016 |
| ---- | ---- | ---- | ---- | ---- | ---- | ---- | ---- | ---- |
| 45   | 53   | 35   | 38   | 47   | 47   | 58   | 67   | 69   |

| 2021 | 2022 | - | - | - | - | - | - | - |
| ---- | ---- | - | - | - | - | - | - | - |
| 75   | 76   | - | - | - | - | - | - | - |

## Économie

### Emploi
|                | 2008   | 2013   | 2018   |
| -------------- | ------ | ------ | ------ |
| Commune        | 2,7 %  | 5,1 %  | 26,3 % |
| Département    | 10,1 % | 11,9 % | 12 %   |
| France entière | 8,3 %  | 10 %   | 10 %   |

En 2018, la population âgée de 15 à 64 ans s'élève à 40 personnes, parmi lesquelles on compte 78,9 % d'actifs (52,6 % ayant un emploi et 26,3 % de chômeurs) et 21,1 % d'inactifs,. En  2018, le taux de chômage communal (au sens du recensement) des 15-64 ans est supérieur à celui du département et de la France, alors qu'en 2008 la situation était inverse.
La commune est hors attraction des villes,. Elle compte 9 emplois en 2018, contre 9 en 2013 et 18 en 2008. Le nombre d'actifs ayant un emploi résidant dans la commune est de 22, soit un indicateur de concentration d'emploi de 42,2 % et un taux d'activité parmi les 15 ans ou plus de 48,4 %.
Sur ces 22 actifs de 15 ans ou plus ayant un emploi, 8 travaillent dans la commune, soit 38 % des habitants. Pour se rendre au travail, 61,9 % des habitants utilisent un véhicule personnel ou de fonction à quatre roues, 23,8 % s'y rendent en deux-roues, à vélo ou à pied et 14,3 % n'ont pas besoin de transport (travail au domicile).

### Activités hors agriculture
7 établissements sont implantés  à Montesquieu au 31 décembre 2019.
Le secteur des activités spécialisées, scientifiques et techniques et des activités de services administratifs et de soutien est prépondérant sur la commune puisqu'il représente 42,9 % du nombre total d'établissements de la commune (3 sur les 7 entreprises implantées  à Montesquieu), contre 17,1 % au niveau départemental.

### Agriculture
|               | 1988 | 2000 | 2010 | 2020 |
| ------------- | ---- | ---- | ---- | ---- |
| Exploitations | 10   | 9    | 9    | 9    |
| SAU (ha)      | 146  | 137  | 142  | 182  |

La commune est dans le « Soubergues », une petite région agricole occupant le nord-est du département de l'Hérault. En 2020, l'orientation technico-économique de l'agriculture  sur la commune est la viticulture. Neuf exploitations agricoles ayant leur siège dans la commune sont dénombrées lors du recensement agricole de 2020 (dix en 1988). La superficie agricole utilisée est de 182 ha,,.

## Culture locale et patrimoine

### Lieux et monuments
- Le vieux village, en ruines, de Montesquieu.
- Le barrage des Olivettes, en partie sur la commune de Vailhan.
- Chapelle Saint-Michel-Archange de Paders.

### Héraldique
| Armes de Montesquieu | Les armes de Montesquieu se blasonnent ainsi : de sable, au pairle losangé d'or et de gueules |

### Personnalités liées à la commune
- Adrien Mas (né en 1829 au Mas Rolland) et Gabrielle Bousquet (mariés en 1854) sont les parents de Charles Mas (né en 1857) qui est le trisaïeul d'Emmanuel Macron.